# Edward Theuns
Edward Theuns (ur. 30 kwietnia 1991 w Gandawie) – belgijski kolarz szosowy.

## Osiągnięcia
Opracowano na podstawie:

2010
- 1. miejsce na 4. etapie Le Triptyque des Monts et Châteaux

2013
- 1. miejsce na etapie 2a Le Triptyque des Monts et Châteaux
- 1. miejsce w klasyfikacji górskiej Giro della Regione Friuli Venezia Giulia
- 3. miejsce w mistrzostwach Belgii U23 (jazda indywidualna na czas)

2014
- 3. miejsce w Bredene Koksijde Classic
- 1. miejsce w GP Stad Zottegem

2015
- 1. miejsce w klasyfikacji punktowej Étoile de Bessèges
- 1. miejsce w Albert Achterhes Pet Ronde van Drenthe
- 2. miejsce w Dwars door Vlaanderen
- 2. miejsce w Scheldeprijs
- 1. miejsce na 5. etapie Quatre Jours de Dunkerque
- 2. miejsce w Rund um Köln
- 3. miejsce w Halle–Ingooigem
- 1. miejsce na 3. etapie Tour de l’Eurométropole

2016
- 3. miejsce w Dwars door Vlaanderen
- 1. miejsce na 1. etapie Baloise Belgium Tour
- 3. miejsce w Halle–Ingooigem

2017
- 2. miejsce w Halle–Ingooigem
- 1. miejsce na 4. etapie BinckBank Tour
- 1. miejsce w klasyfikacji punktowej Presidential Cycling Tour of Turkey
  - 1. miejsce na 6. etapie

2019
- 1. miejsce w Primus Classic

2021
- 2. miejsce w mistrzostwach Belgii (start wspólny)

2022
- 3. miejsce w Grand Prix d’Isbergues
- 2. miejsce w Paryż-Tours

2023
- 3. miejsce w Le Samyn
- 2. miejsce w Nokere Koerse

## Rankingi
| Rok             | 2010 | 2011 | 2012  | 2013 | 2014 | 2015 | 2016 | 2017 | 2018 | 2019 | 2020 | 2021 | 2022 | 2023 | 2024 |
| --------------- | ---- | ---- | ----- | ---- | ---- | ---- | ---- | ---- | ---- | ---- | ---- | ---- | ---- | ---- | ---- |
| UCI World Tour  |      |      |       |      |      |      | 166. | 89.  | 146. |      |      |      |      |      |      |
| World Ranking   |      |      |       |      |      |      | 122. | 89.  | 365. | 172. | 510. | 278. | 122. | 109. | 629. |
| UCI Europe Tour | 783. | -    | 1017. | 531. | 68.  | 2.   | 37.  | 127. | 845. | 142. | 418. | 235. | 101. | 88.  | -    |
| UCI Asia Tour   | -    | -    | -     | -    | -    | -    | -    | -    | 647. |      |      |      |      |      |      |
|                 |      |      |       |      |      |      |      |      |      |      |      |      |      |      |      |
| Źródło: UCI     |      |      |       |      |      |      |      |      |      |      |      |      |      |      |      |